# Sint-Johanneskathedraal (Wrocław)
De Sint-Johanneskathedraal (Pools: Archikatedra św. Jana Chrzciciela, Duits: Breslauer Dom, Kathedrale St. Johannes des Täufers) is het oudste kerkgebouw in Wrocław. Het bouwwerk is een beschermd architectonisch monument.

## Geschiedenis

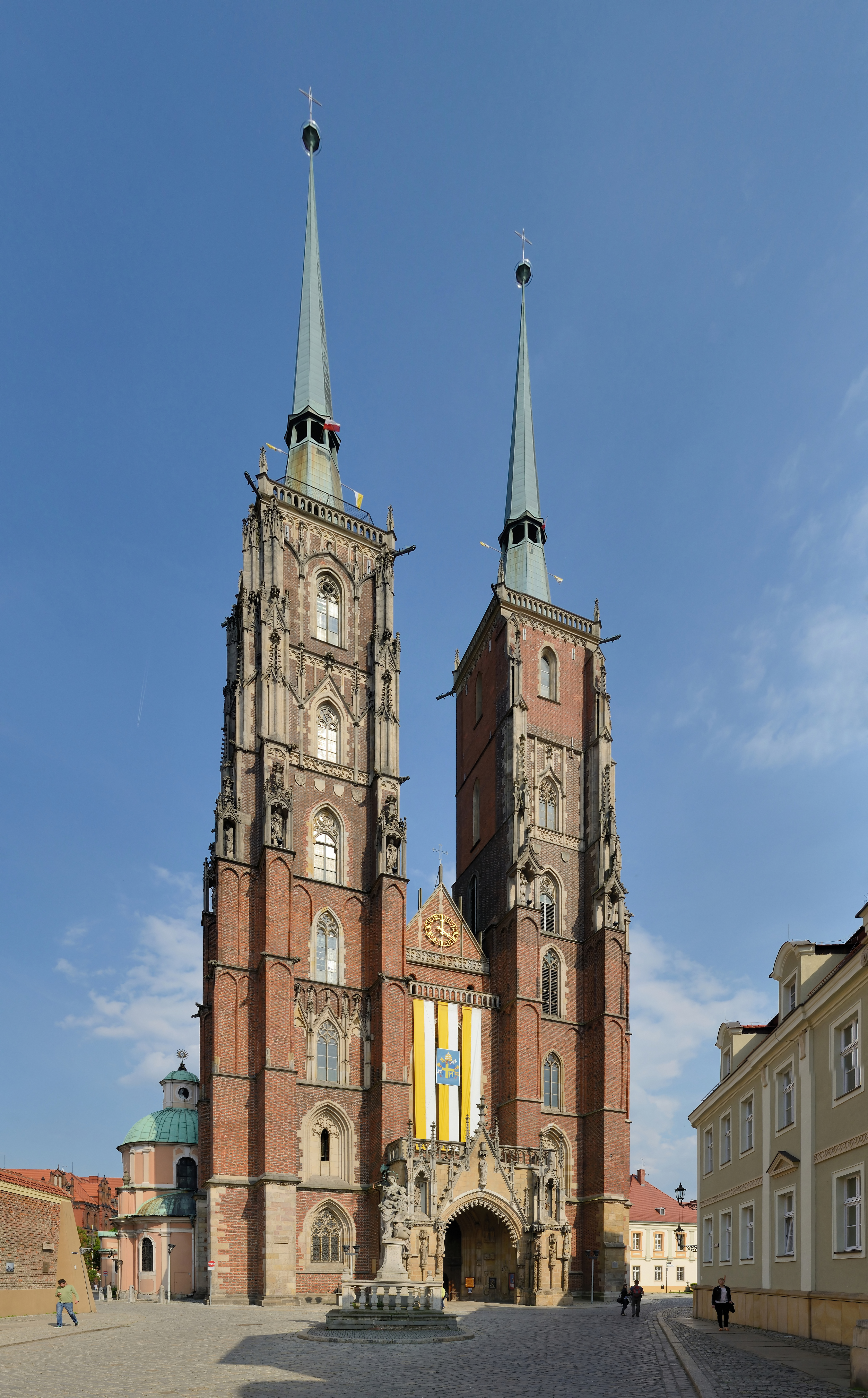

De eerste kerk is in het midden van de 10e eeuw door de Přemysliden gesticht. Na de Poolse verovering van Silezië rond het jaar 1000 werd de preromaanse Boheemse kerk afgebroken en de eerste kathedraal gebouwd. Tegelijkertijd werd het bisdom Wrocław opgericht. De kathedraal is rond 1039 door Břetislav I verwoest, waarna Casimir I van Polen een grotere romaanse kathedraal liet bouwen, die in 1158 door de bisschop Walter van Malonne is uitgebreid.
De tweede kathedraal is tijdens de Mongoolse invasie van Polen verwoest, waarna een gotische bouwwerk is gebouwd en in 1341 door bisschop Nankier Kołda is uitgebreid. Deze kathedraal werd een inspiratie voor veel Poolse gotische kerken.
Tussen de 16e en 19e eeuw zag de kathedraal verschillende herbouwingen in de renaissaince, barok en neogotischestijl.
Driekwart van de kathedraal is tijdens de Tweede Wereldoorlog verloren gegaan. Het huidige bouwwerk is dan ook het resultaat van naoorlogse reconstructies, die in 1946 begonnen onder leiding van Marcin Bukowski. De eerste herstelfase was in 1951 afgerond, waarna de kathedraal geopend werd.
Tussen 1996 en 1998 vond een archeologisch onderzoek naar de vroegmiddeleeuwse herkomst van de kathedraal plaats.

## Galerij

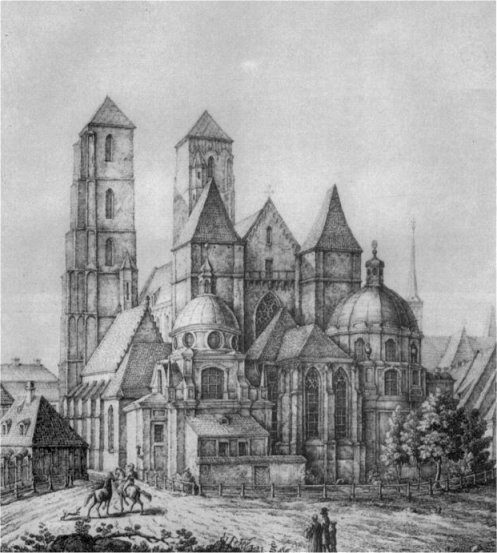
De kathedraal in de 18e eeuw
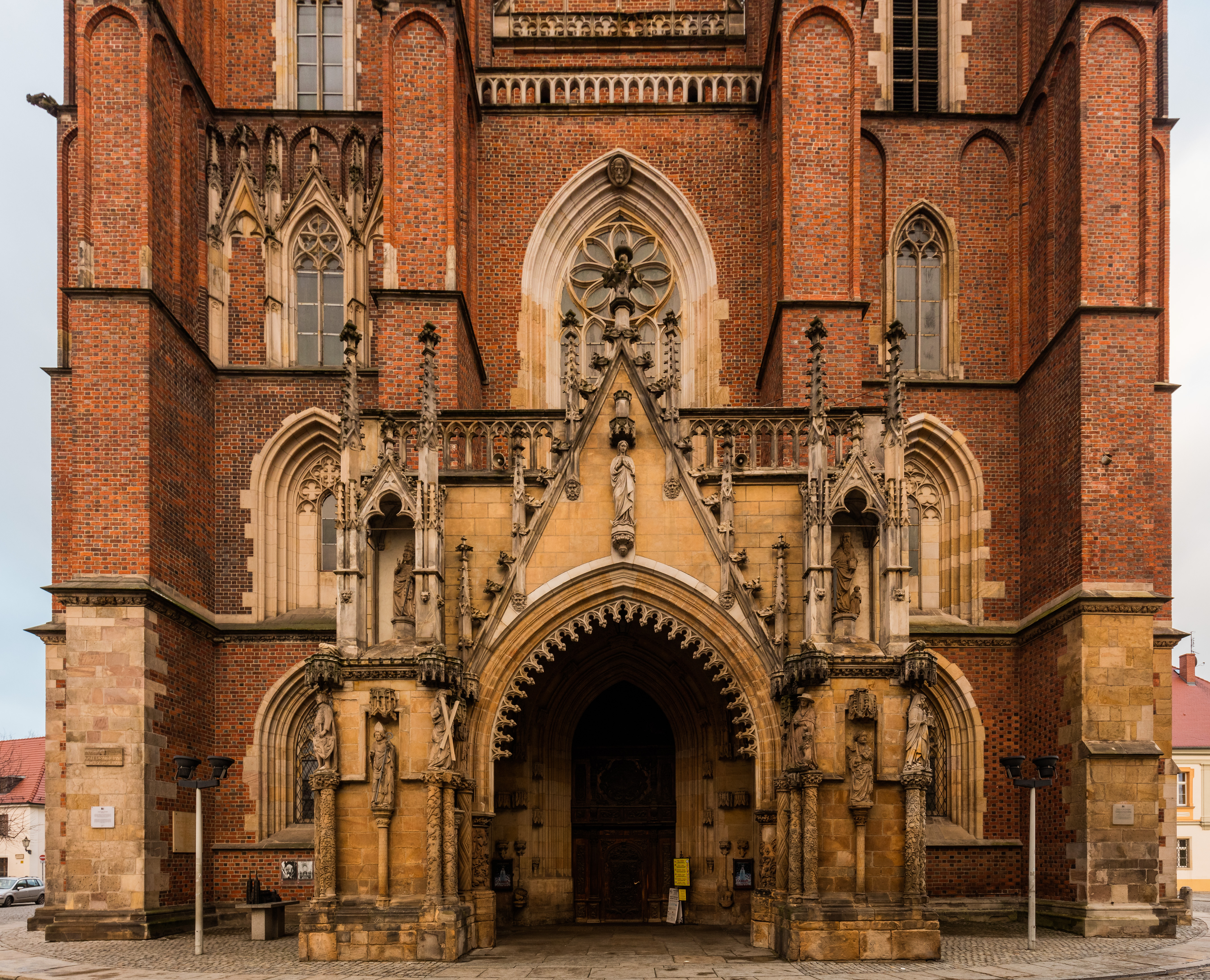
Portaal
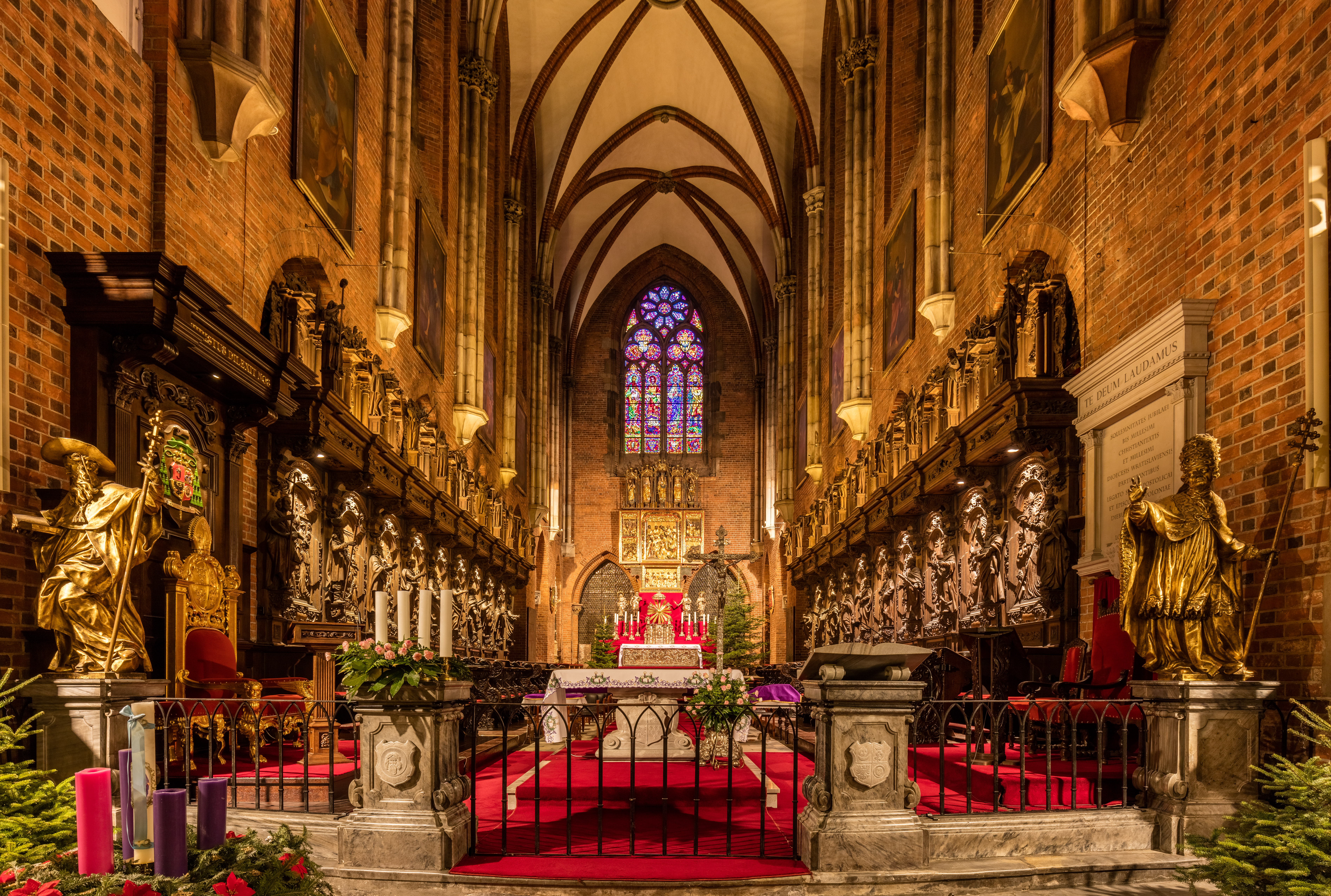
Interieur van de kathedraal
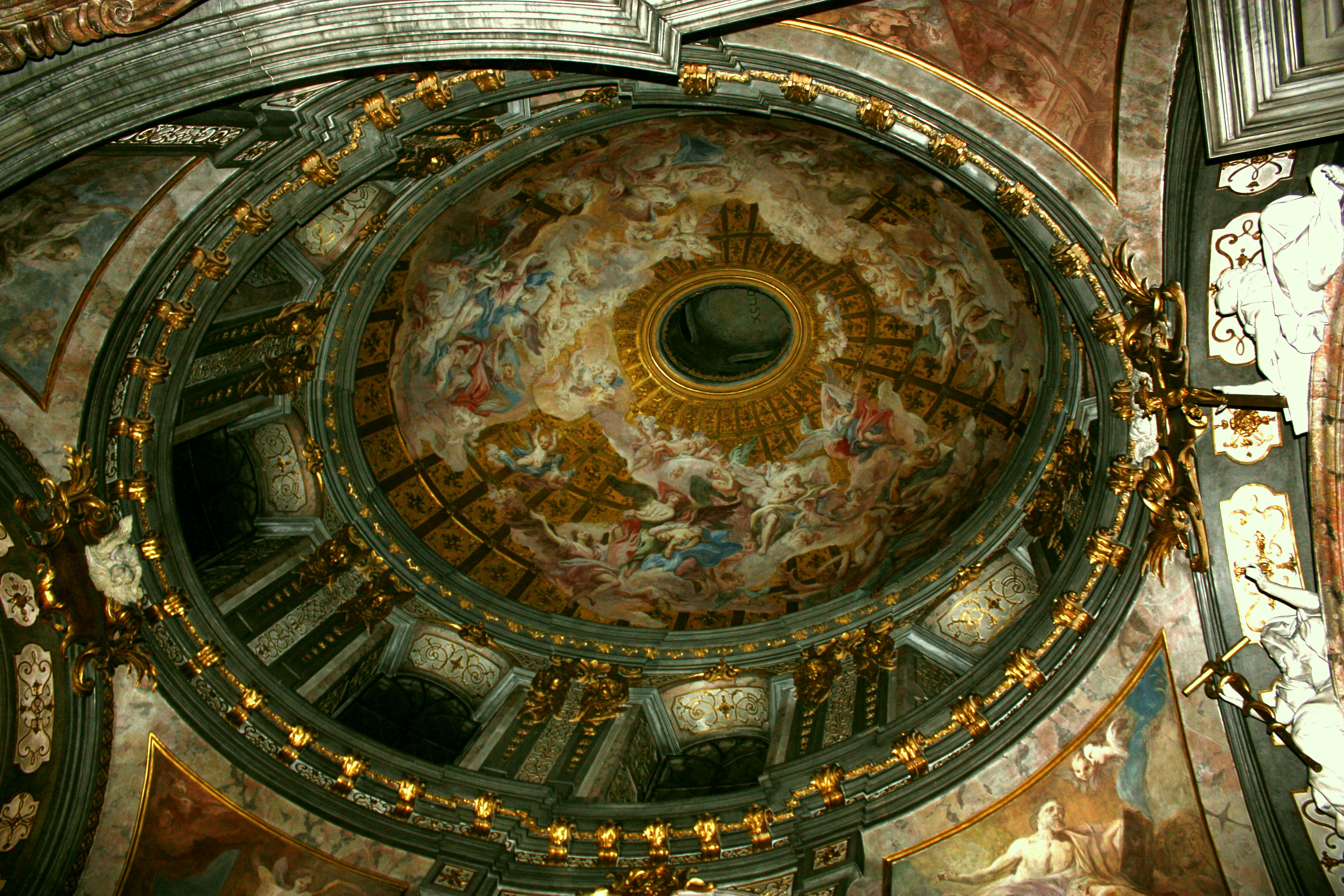
Koepel van de Corpus Christikapel
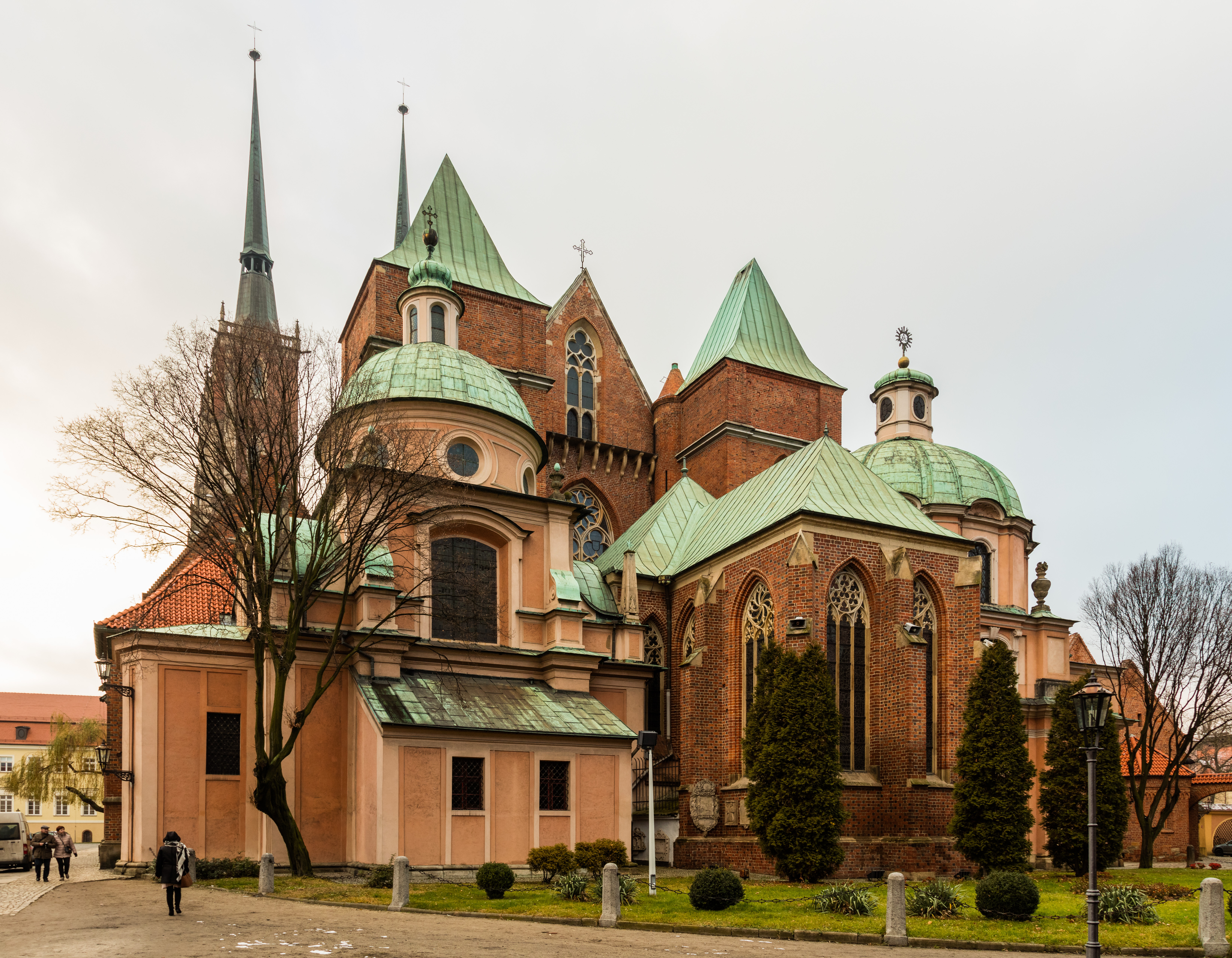
Achterzijde